# 王忬
王忬（1507年—1560年），字民應，號思質，直隸蘇州府太倉州（今江蘇太倉市）人。嘉靖辛丑進士，累官薊遼總督，因得罪權臣嚴嵩，被羅織罪名，下獄處決。隆慶初平反。有子王世貞、王世懋。

## 生平

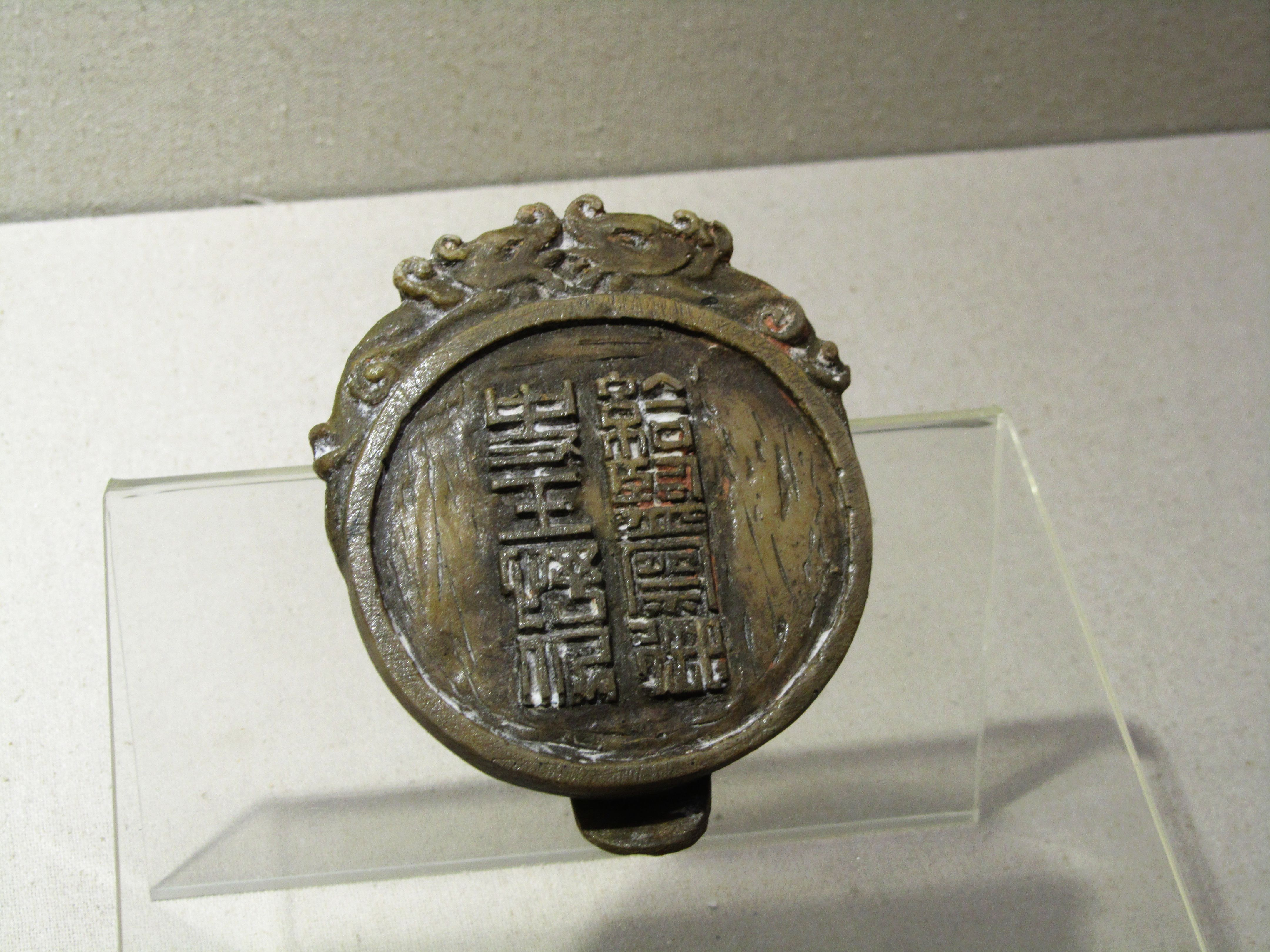
王忬任监察御史时佩戴的腰牌，上刻“给监察御史王忬佩”，现藏南通中国审计博物馆。

父王倬，官南京兵部右侍郎。王忬中式應天府鄉試第六十二名，嘉靖二十年（1541年）成辛丑科進士。授行人司行人。嘉靖二十九年（1550年）遷任監察御史，巡按順天，主持通州防務，力退俺答。嘉靖三十一年（1552年）倭寇為患，朝廷以朱紈失職，王忬赴浙閩提督軍名。當时王忬人在山東，聞命即赴浙江，巡撫浙江及福、漳、泉、興化四府，並提拔俞大猷、湯克寬等人，屢破倭寇。
嘉靖三十八年（1559年）進都察院右副都御史，巡撫大同。不久加兵部右侍郎，總督薊遼。俺答進犯潘家口的長城，遵化、遷安、薊州、玉田告急。為嚴嵩所冤殺，王忬子王世貞、王世懋兄弟二人相泣號慟，持喪而歸。

## 家族
曾祖王琳，贈通議大夫兵部右侍郎；祖父王輅，累贈通議大夫兵部右侍郎；父王倬，曾任通議大夫兵部右侍郎。前母陳氏（贈淑人）；前母陳氏（贈孺人）；母陳氏（封淑人）。永感下。

## 文化
- 京劇劇目《莫懷古》，即明末清初戲曲家李玉所作《一捧雪》，可能寫得是王忬的故事。

## 影视形象
网络剧《古董局中局之鉴墨寻瓷》中的王忬由岳跃利饰演。